# Núphlíðarháls
Núphlíðarháls är en ås i republiken Island. Den ligger i regionen Suðurnes, 30 km söder om huvudstaden Reykjavík.